# Jakob 6. af Skotland og 1. af England
Jakob 6. og 1. (engelsk: James VI and I) (født 19. juni 1566, død 27. marts 1625) var konge af Skotland som Jakob 6. fra 1567 til 1625 og konge af England som Jakob 1. fra 1603 til 1625.
Først i 1900-tallet nedstammede hver eneste regerende monark i Europa (bortset fra Albanien), iberegnet de afsatte monarker i Tyskland, Rusland og Spanien, fra kong Jakob.

## Biografi
Han blev født den 19. juni 1566 på slottet i Edinburgh som søn af Marie Stuart og hendes anden mand, Henry Stuart, lord Darnley. I 1567 blev han bare et år gammel konge af Skotland som Jakob 6. I sine unge år regerede han under formynderskab af flere jarler.
Jakob blev i 1589 gift med Christian 4.s søster prinsesse Anne. Christian 4. og kong Jakob var begge overbevist om, at skotske hekse fremkaldte stormen, der rasede hele efteråret 1589, da kongens søster Anne skulle til Skotland for at vies til Jakob. Heksene fik næsten forhindret ægteskabet, men til sidst rejste Jakob til Norge, hvor det kongelige bryllup stod i Oslo. Nu erklærede Jakob sig som djævelens største fjende på jord, og hekseforfølgelserne i Skotland blev da også brutale.
Da den sidste tudorregent, Elizabeth 1. af England, døde uden arving i 1603, arvede Jakob den engelske krone og blev konge af England som Jakob 1. Han var den første engelske monark fra Huset Stuart. Samme år kom der en sammensværgelse i stand mod ham, kaldet "Bye-plottet", udtænkt af den katolske præst William Watson. Man håbede at pågribe James ved Greenwich og tvinge ham til indrømmelser overfor katolikkerne. Derefter kom "Hovedplottet", som førte til Walter Raleighs fald.
Han støttede den anglikanske statskirke. Det førte til et katolsk oprørsforsøg, krudtsammensværgelsen. Han blev alligevel upopulær, fordi han ikke hjalp protestanterne i trediveårskrigen.
Jakob var despotisk og nærede overdrevne forestillinger om kongemagten og sin egen videnskabelige indsigt. Henrik 4. af Frankrig kaldte ham "den viseste nar". Han var dog klog nok til aldrig åbenlyst at udfordre parlamentets rettigheder.
I 1597 blev han den eneste konge i historien, der har udgivet et skrift om trolddom, Daemonologie (læren om dæmoner), og han deltog i afhøringer af kvinder anklaget for udøvelse af heksekunst. Hans mors voldsomme død så ud til at have påvirket ham stærkt. "Hans højhed fortalte mig, at hendes død var synlig i Skotland før den fandt sted," fortalte sir John Harington senere. "Den blev talt om i det skjulte af dem, hvis synskhed viste dem et blodigt hoved, dansende i luften."